# Grünow
Grünow é um município da Alemanha, situado no distrito de Uckermark, no estado de Brandemburgo. Tem 34,88 km² de área, e sua população em 2019 foi estimada em 932 habitantes.